# Муратов, Павел Павлович
Па́вел Па́влович Мура́тов (19 февраля (3 марта) 1881 — 5 февраля 1950) — русский писатель и искусствовед, переводчик и издатель.

## Биография
Родился 19 февраля (3 марта) 1881 года в городе Бобров Воронежской губернии в семье военного врача.
Воспитывался в кадетском корпусе, затем окончил Петербургский институт инженеров путей сообщения. В 1904—1905 годах служил артиллерийским офицером.
После путешествия за границу (1905—1906) поступил на службу в Румянцевский музей, где до 1914 года был хранителем отдела изящных искусств и классических древностей. Дружил с Борисом Зайцевым, Владиславом Ходасевичем, Ниной Берберовой, художником Николаем Ульяновым. С 1906 года печатался как критик в журналах «Весы», «Золотое руно», «Аполлон», «Старые годы».
Занимался русской живописью допетровского периода, сотрудничал с Игорем Грабарём в его многотомной «Истории русского искусства»: 6-й том был большей частью написан Муратовым. В 1913—1914 годах вместе с К. Ф. Некрасовым издавал художественный журнал «София».
Участвовал в боях Первой мировой войны, был награждён орденами.
В 1918—1922 годы работал в отделе по делам музеев и охране памятников искусства и старины Наркомпроса РСФСР, вместе с И. Э. Грабарём участвовал в реставрации храмов Москвы и Новгорода. Был инициатором создания  Музея искусства Востока. В 1918 году, пытаясь поддержать литераторов, организовал вместе с Ходасевичем и Осоргиным «Книжную лавку писателей». Основал Общество итальянских исследований «Studio Italiano», здесь читали лекции писатели и историки культуры (Михаил Осоргин, Борис Грифцов, Алексей Дживелегов и др.), весной 1921 года здесь прошло последнее публичное выступление Александра Блока.
Принимал участие в деятельности Комитета помощи голодающим (Помгол). В 1921 году был арестован вместе с Борисом Зайцевым и другими членами Комитета. В 1922 году уехал из России в зарубежную командировку, из которой не вернулся; сначала жил в Германии, в 1923 году поселился в Риме. Там он устроил в своем доме салон, где по вторникам собирались русские интеллектуалы, оказавшиеся тогда в итальянской столице. Пытался заниматься антиквариатом, но не всегда удачно: так, в 1923 году переправленную из СССР картину Фрагонара «Игра в жмурки» клиент купить отказался из-за неудачно проведенной реставрации; положение спас художник Николай Николаевич Лохов, умело состаривший картину, в итоге приобретённую Лувром.
В 1927 году переехал в Париж, где стал одним из учредителей общества «Икона». Его политическую публицистику того периода в газете «Возрождение» высоко ценил Иван Бунин. Начинает сотрудничать в журналах и газетах русской эмиграции в Париже, становится экспертом художественной галереи A la vieille Russie в Париже. В 1928 году Муратов принял участие в организации фундаментальной выставки русского искусства в Брюсселе.
В период 1928—1931 годов сотрудничал с Марио Брольо и его  издательством Valori plastici в  Риме. Опубликовал в этом издательстве монографии по византийской живописи (по-итальянски и по-французски), готической скульптуре (по-французски) и Фра Анжелико (по-итальянски, по-французски и по-английски).
В 1939 году переехал в Англию, где помог своему другу историку Уильяму Аллену подготовить монографию по истории Украины, вышедшую в свет в 1940 году. Жил в Лондоне.
В 1944—1946 годах написал первые в истории книги о ходе войны на русско-германском фронте, вышедшие как сочинение двух авторов – Аллена и Муратова. В 1946 году переехал в имение Алленов Whitechurch House в Ирландии, где и умер 5 октября 1950 года от инфаркта. Похоронен на деревенском кладбище близ имения.

## Творчество
Перевёл эссе Уолтера Патера, новеллы Проспера Мериме, прозу Жерара де Нерваля и др., организовал первое в России издание «Ватека» Уильяма Бекфорда.
Выступал как публицист, литературный и художественный критик, историк русского и европейского искусства от иконописи до Сезанна. Писал рассказы, пьесы, оставил исторический роман «Эгерия» (1922). Наиболее известна книга его тонких и наблюдательных, отмеченных меланхолией очерков «Образы Италии» (посвящены Б. К. Зайцеву, т.1 — 1911, т.2 — 1912, т.3 — 1924, изд. в Берлине; переизд. в России в 1993, 1994, 2005).

Муратов занимает в русской литературе очень необычное место. Его духовная родина не Россия, а Италия эпохи Возрождения. Хотя «Магические рассказы» и «Эгерия» создавались в страшные годы после захвата власти большевиками, советская действительность не нашла в них ни малейшего отклика. М. Алданов с восторгом говорил об «Эгерии» как об «очень утешительном симптоме для новейшей русской литературы»; В. Сечкарёв согласился с ним в статье (1967) об этом «стилизованном романе». «Эгерия» — исторический роман об эпохе конца XVIII века, но главным образом Муратов сосредоточен на связях людей, на любви и на зависимости внутренней и внешней жизни человека от рока. Действие развивается с захватывающей быстротой и напоминает приключенческий роман. Главный герой и рассказчик, художник, оглядывается после многих лет на страстную любовь своей молодости, вовлекшую его в политические интриги (шведский король Густав III и розенкрейцеры), значение которых он не понимал и потому едва избежал гибели. Магия и скептицизм, несмотря на противоречивость этих понятий, соединяются, как и в рассказах, Муратовым в одно убедительное целое. Отточенные афоризмы, необыкновенные метафоры, удачные сравнения и до последней детали точный, ясный язык характерны для этого замечательного произведения, принадлежащего к лучшим достижениям русского исторического романа.
Австралийский писатель Клайв Джеймс (Clive James) привел Муратова  в качестве примера «как замечательный человек может быть до сих пор забытым».  Книга «Образы Италии» написана, по его мнению, в традициях путевых заметок об Италии, которые создали  Гёте и Якоб Буркхардт, но превосходит их.

### Новейшие публикации
- Искусство и народ // Литература русского зарубежья: Антология. — Т.1. Кн.1. — М.,1990. — С. 377—390.
- Приключение Казановы, не рассказанное им самим // Новая Юность, 1995, № 1/2. — С.58—64
- Эгерия. Роман и новеллы из разных книг. — Москва: Терра, 1997
- Ночные мысли. Эссе, очерки, статьи 1923—1934. — Москва: Прогресс, 2000
- Искусство прозы // Критика русского зарубежья: В 2 ч. — Ч. 1. — М.: Олимп; АСТ, 2002. — С. 184—206
- Древнерусская живопись история открытия и исследования. — М.:Айрис-Пресс; Лагуна-Арт, 2005
- Русская живопись допетровской эпохи
- Вокруг иконы Архивная копия от 27 августа 2016 на Wayback Machine // Московский журнал. — 1999. — № 2[8]
- Византийская живопись
- Открытия древнерусского искусства
- Образы Италии. — Москва: Арт-Родник, 2008
- Статьи и очерки // «Наше наследие». — 2012. — № 104. (публикация и комментарии К. М. Муратовой)
- Образы Италии (с иллюстрациями Н. Кузнецовой). — Москва: КоЛибри, 2019.— 848 с. — (серия "Города и люди) ISBN 978-5-389-15615-9
- Муратов П. П. Римские письма / составление, научная редакция, комментарии — Патриция Деотто и Михаил Талалай. — М.: Индрик, 2024. — 192 с. — ISBN 978-5-91674-733-1.

## Память
- В 1981 году состоялось празднование столетия со дня рождения П. П. Муратова в Союзе художников в Москве. В 2008 году состоялась выставка «Павел Муратов — человек Серебряного века» в ГМИИ им. А. С. Пушкина в Москве.
- В 2012 году профессором Ксенией Михайловной Муратовой был основан Международный научно-исследовательский Центр «Павел Муратов» в Риме[9].